# Герман I Писимандр
Архиепископ Герман I Писимандр (греч. Αρχιεπίσκοπος Γερμανὸς ὁ Πησίμανδρος, умер после 1274 года) — предстоятель Кипрской Православной Церкви, архиепископ Новой Юстинианы и всего Кипра с 1254 года. 3 июля 1260 года фактически был лишён полномочий, однако сохранял архиепископский титул до конца своей жизни. 

## Биография
Георгий II, избранный в декабре 1251 года архиепископом Кипра преданными Римской Церкви архиереями, не получил одобрения папы римского Иннокентия IV и не был утверждён им в должности. Через некоторое время кипрские епископы избрали новым кипрским архиепископом Германа I Писимандра. В знак протеста против этого избрания архиепископ Никосии августинец Уго ди Фаджано ди Пиза покинул Кипр.
Следующий Римский папа Александр IV (1254—1261) решил окончательно ликвидировать автономию Кипрской Православной Церкви и потребовал от архиепископа Германа явиться к архиепископу Никосии для разбирательства по неким экономическим вопросам кипрской православной архиепископии. Однако архиепископ Герман отказался предстать перед архиепископом Никосии, поскольку считал себя равным католическому архиепископу, а не подчиненным ему. Герман отправился к папе Александру IV в Рим вместе с тремя православными архиереями (епископами Нифонтом Солейским, Иоакимом Карпасийским и Матфеем Лефкарским). Папа Александр IV принял православную делегацию и выслушал претензии о притеснениях Кипрской Православной Церкви. В этих переговорах участвовали и представители архиепископа Никосии Уго ди Фаджано. Итогом этой окончившейся неудачей для православных киприотов встречи стала Кипрская булла (Bulla Cypria или Constitutio Cypria), изданная 3 июля 1260 года, в соответствии с положениями которой кипрские православные епископы, количество которых было сокращено с 14 до 4, были включены в юрисдикцию архиепископа Никосии, которому отныне должны были приносить присягу. Должность архиепископа Кипрской Православной Церкви также упразднялась. Архиепископу Герману пожизненно был оставлен архиепископский титул и ряд привилегий. 
О дальнейшей судьбе архиепископа Германа I сведений практически нет. Исследователи отождествляют с Германом I участвовавшего во II Лионском соборе 1274 года архиепископа Кипрского, не названного по имени. В составленном вскоре после собора распоряжении архиепископа Никосии, содержащем перечень кипрских православных епископов, православный архиепископ Кипра уже не упоминается.